# Retarderat Eleverade III "Tootaosen"
Retarderat Eleverade III "Tootaosen" är en kassett med hiphopgruppen Retarderat Eleverade som släpptes år 2000.

## Låtlista
| Låtnamn                                                           | Producent | Längd |
| ----------------------------------------------------------------- | --------- | ----- |
| 01. Ju Tåt Vi Leff De Pläjs                                       | Weirdwolf | 04:17 |
| 02. Ego                                                           | Weirdwolf | 03:26 |
| 03. Hojta                                                         | Weirdwolf | 04:31 |
| 04. 6 Miljoner Sätt Att Jaga En Älg På                            | Weirdwolf | 05:14 |
| 05. Betate                                                        | Weirdwolf | 03:02 |
| 06. SerEnGetI (Interlude)                                         | Eccto     | 01:18 |
| 07. Hårdingar                                                     | Weirdwolf | 03:30 |
| 08. Titta På Oss                                                  | Weirdwolf | 03:22 |
| 09. Ekorn Satt I Granen                                           | Weirdwolf | 04:21 |
| 10. Här Ligger Ett Hund Begravet (Med Cosmic, Lil' Seron, Promoe) | Weirdwolf | 04:25 |
| 11. En Studie I Brunt                                             | Weirdwolf | 03:41 |